# Ганалы
Ганалы — село в Елизовском районе Камчатского края России. Входит в состав Начикинского сельского поселения.

## География
Село находится на берегу реки Быстрая, примерно на середине дороги от Петропавловск-Камчатского к отдаленным районам Камчатского края — Мильковскому, Быстринскому и Усть-Камчатскому, на расстоянии 75 км к северо-западу от города Елизово, административного центра района. Рядом расположена гряда остроконечных гор Ганальские остряки.

## История
Основано в начале XVIII века в месте, где жил камчадал Ганалы, отсюда и название. В 1888 году в поселении было 14 домов, 90 жителей (41 мужчина и 49 женщин).

## Население
| 2002 | 2010 | 2012 | 2013 | 2015 | 2016 | 2018 |
| ---- | ---- | ---- | ---- | ---- | ---- | ---- |
| 4    | ↘2   | ↗3   | ↘1   | →1   | →1   | →1   |
| 2020 |      |      |      |      |      |      |
| →1   |      |      |      |      |      |      |

## Улицы
В селе имеется одна улица — Дорожная.